# NGC 5202
NGC 5202 (другие обозначения — ZWG 17.10, PGC 47589) — спиральная галактика (Sb) в созвездии Дева.
Этот объект входит в число перечисленных в оригинальной редакции «Нового общего каталога».